# Tetrorchidium
Tetrorchidium es un género perteneciente a la familia de las euforbiáceas con 28 especies de plantas.

## Taxonomía
El género fue descrito por Eduard Friedrich Poeppig y publicado en Nova Genera ac Species Plantarum 3: 23. 1841. La especie tipo es: Tetrorchidium rubrivenium Poepp.

## Especies
| - T. andinum Müll.Arg. - T. boyacanum Croizat - T. brevifolium Standl. & Steyerm. - T. bulbipilosum Cuatrec. - T. congolense J.Léonard - T. costaricense Huft - T. didymostemon (Baill.) Pax & K.Hoffm. - T. duckei Radcl.-Sm. & Govaerts - T. dusenii Pax & K.Hoffm. - T. euryphyllum Standl. - T. gabonense Breteler | - T. jamaicense Croizat - T. macrophyllum Müll.Arg. - T. microphyllum Huft - T. ochroleucum Cuatrec. - T. oppositifolium (Pax) Pax - T. parvulum Müll.Arg. - T. popayanense Croizat - T. robledoanum Cuatrec. - T. rotundatum Standl. - T. rubrivenium Poepp. - T. ulugurense Verdc. |